# Красовский, Леонид Станиславович
Леони́д Станисла́вович Красо́вский (21 октября 1930, Кривой Рог — август 1983, Иркутск) — русский советский прозаик, детский писатель, писатель-фантаст. Член Союза писателей СССР.

## Биография
Родился 21 октября 1930 года в городе Кривой Рог в семье военнослужащего.
Жил в Казахстане, на Украине, в Польше. Служил в армии на Дальнем Востоке и в Сибири.
С 1954 года жил в Иркутске. В 1960 году окончил историко-филологический факультет Иркутского государственного университета. Работал корреспондентом газет «Ангарские огни», «Восточно-Сибирская правда», «Советская молодёжь», «Пионерская правда», главным редактором Иркутского книжного издательства, редактором иркутской студии телевидения, политработником Восточно-Сибирского управления транспортной милиции.
Умер в августе 1983 года в Иркутске.

## Творческая деятельность
Первая книга «Ровесники» вышла в Иркутске в 1959 году.
В 1965 году обратил внимание на своё творчество после участия во Всесоюзном литературном семинаре в Чите, вошёл в так называемую Иркутскую стенку, наряду с участвующими в данном семинаре литераторами-земляками: Александром Вампиловым, Валентином Распутиным, Геннадием Машкиным, Юрием Самсоновым, Дмитрием Сергеевым, Вячеславом Шугаевым и Ростиславом Филипповым.
Автор прозаических произведений для взрослых, а также фантастических и приключенческих повестей, рассказов и сказок для детей.

### Избранная библиография
- Ровесники: Повесть. — Иркутск: Кн. изд-во, 1959. — 227 с. — 30 000 экз.
- Лохматый подарок: Рассказы. — М.: Молодая гвардия, 1963. — 72 с. — 65 000 экз.
- Возвращение солнца: Приключенческие повести-сказки. — Иркутск: Вост.-Сиб. кн. изд-во, 1974. — 157 с. — 50 000 экз.
- Клад Баира: Фантастика и приключения. — Иркутск: Вост.-Сиб. кн. изд-во, 1976. — 232 с. — 30 000 экз.
- Окольцованная птица: Повести. — Иркутск: Вост.-Сиб. кн. изд-во, 1981. — 270 с. — 50 000 экз.[2]